# Valeriana officinalis
Valeriana (Valeriana officinalis, Caprifoliaceae) é uma planta perene com flor, com racemos de flores brancas ou rosadas com odor doce que florescem nos meses de verão. O gênero Valeriana é o que possui mais variedades na família, encontra-se amplamente distribuído nas zonas temperadas do hemisfério norte, África e América do Sul.
A Valeriana officinalis é nativa da Europa e de partes da Ásia, a valeriana foi introduzida na América do Norte. É consumida como alimento por larvas de algumas espécies de lepidópteros (borboletas e traças) incluindo Eupithecia subfuscata.
Planta com ampla sinonímia popular, desde acréscimos descritivos tipo: valeriana-comum, valeriana-menor, valeriana-selvagem, valeriana-silvestre, a nomes atribuindo propriedades mítico folclóricas como: erva-de-amassar, erva de São Jorge, erva dos gatos (hierba de los gatos na Espanha e herbe aux chats na França).
No século XVI era usada como perfume. A valeriana, em farmacoterapia e em medicina fitoterápica, é nome de um medicamento preparado a partir das raízes desta planta, as quais, após um processo de maceração, trituração, dessecação, são convenientemente acondicionadas, usualmente em cápsulas, e passam a ser utilizadas com supostos efeitos ansiolíticos, tranquilizantes e até anticonvulsivantes.
O aminoácido valina foi assim denominado a partir do nome desta planta.

## História
A valeriana é usada como planta medicinal pelo menos desde o tempo dos antigos gregos e romanos. Hipócrates descreveu as suas propriedades, e mais tarde Galeno receitou-a como remédio para a insónia. Na Suécia medieval, era por vezes colocada nas roupas de casamento do noivo para afastar a inveja dos duendes. A valeriana pode também ser consumida como chá. No Irã também é fumada e injetada como fins recreativos.
No século 16, o reformador anabatista Pilgram Marpeck prescreveu chá de valeriana para uma mulher doente.
O livro "The Herball or Generall Historie of Plantes", de John Gerard (1545–1611), afirma que seus contemporâneos consideraram a Valeriana "excelente para aqueles sobrecarregados e que sofrem com convulsões e também para aqueles que estão machucados por quedas". Ele diz que a raiz seca foi avaliada como remédio pelos pobres no norte da Inglaterra e no sul da Escócia, de modo que "nenhum caldo ou caldo de carne ou carnes físicas vale alguma coisa se Setewale [Valeriana] não estiver lá".
O botânico do século XVII, Nicholas Culpeper, pensou que a planta estava "sob a influência de Mercúrio e, portanto, possui uma faculdade de aquecimento". Ele recomendou ervas e raízes, e disse que "a raiz fervida com alcaçuz, passas e anis é boa para aqueles que sofrem de tosse. Além disso, é de valor especial contra a praga, pois a decocção pode ser bebida e a raiz cheirada." A erva verde sendo machucada e aplicada à cabeça tira a dor e o formigamento."
Na medicina medicina tradicional chinesa, o rizoma da Valeriana officinalis 缬草 (jie cao) tem propriedades: picante, amarga e amornante com ação sobre os meridianos do fígado, coração e baço promovendo a circulação do Qi (Ch'i "氣") e acalmando a mente. Segundo o verbete chinês desta planta, a valeriana, além do efeito sobre os órgãos citados, tem os efeitos de nutrir o coração, dispersar o (excesso) qi, promover a circulação sanguínea e aliviar a dor. O seu efeito calmante, também pode ser usado para tratar inquietação, palpitações e agitação em sonhos.

## Extrato de valeriana
Os componentes ativos do extrato de valeriana são:
- Ácido gama amino butírico (GABA), neurotransmissor relacionado aos efeitos sedativos dessa erva;
- Ácido valérico;
- Alcalóides: actinidina, catinina, isovaleramida, valerianina e valerina;[9]
- Óleo volátil contendo sesquiterpenos ativos (ácido acetoxivalerênico, ácido valerênico);
- Valepotriatos, ésteres não-glicosídeos, principalmente acevaltrato, isovaltrato e valtrato.

Pelos seus benefícios bastante comprovados e por não induzir dependência química medicamentosa, tem sido freqüentemente indicado como medicamento de transição na descontinuação de fármacos da medicina alopática, como, por exemplo, bromazepam, clonazepam, diazepam, entre outros.
Apesar de fitoterápico, altas doses de valeriana podem podem provocar agitação, cefaléia, dispepsias, alterações na audição e visão, excitação, delírio, reações cutâneas, alucinações, torpor, convulsões e em casos extremos morte por parada respiratória; o uso contínuo pode induzir ao chamado "valerianismo", uma instabilidade emocional característica.

## Aplicações farmacológicas
A Valeriana officinalis é uma planta herbácea e tem como principais características taxonômicas ser perene, ereta, com rizomas rastejantes que exalam mau cheiro, raízes pouco carnudas, caules ocos, folhas compostas e pequenas flores brancas ou rosadas dispostas em conjuntos terminais de topo achatado.
Essa planta tem propriedades terapêuticas, conhecidas desde o Renascimento, e é usada principalmente como sedativo moderado, como agente promotor do sono, no tratamento de distúrbios do sono associados à ansiedade e no tratamento de convulsões. Ela atua no Sistema Nervoso Central (SNC) exercendo um leve efeito calmante, auxiliando também a regularização dos distúrbios do sono. Os principais componentes da planta utilizados no uso terapêutico são o rizoma e a raiz.
Afirma-se que a valeriana é uma planta de sabor pouco amargo e apresenta propriedades sedativas, hipnóticas, antiespasmódicas, carminativas e hipotensoras e, por isso, também possui uso popular, do próprio fitoterápico. Ela é usada tradicionalmente como chá calmante em estados histéricos, excitabilidade, insônia, hipocondria, enxaqueca, cólica, cólica intestinal, dores reumáticas, dismenorreia e, especificamente, para condições que apresentam excitação nervosa.
Como fármaco é utilizada principalmente em comprimidos de 100mg absorvido por via oral, na dose de 2 a 3 comprimidos revestidos uma a três vezes ao dia. Como promotor de sono, a menos que haja orientação médica contrária, o medicamento é tomado de 30 minutos a 2 horas antes de dormir. Os principais medicamentos feitos e a partir da Valeriana officinalis são: Valerimed, Valyanne, Valeriana, encontrados em farmácias e drogarias.
Os medicamentos à base de Valeriana officinalis possuem alguns efeitos adversos. Os principais relatados foram raros e leves, mas incluiu tontura, indisposição gastrintestinal, alergias de contato, dor de cabeça e midríase (dilatação da pupila). Com o uso em longo prazo, os seguintes sintomas podem ocorrer: dor de cabeça, cansaço, insônia, midríase e desordens cardíacas.
A Valeriana officinalis tem como um de seus principais compostos ativos o ácido valérico. Esse composto é um ácido carboxílico de cadeia alifática saturada com fórmula molecular CH3(CH2)3COOH. Assim como outros ácidos carboxílicos de baixo peso molecular, esse composto possui um odor desagradável penetrante, concedendo-o à Valeriana officinalis. É usado principalmente na síntese de ésteres, como valeratos (sua base conjugada) ou pentanoatos e é extraído do rizoma e raiz da planta por fervura com água ou hidróxido de sódio em solução. Ao contrário do ácido livre, os ésteres voláteis do ácido valérico tendem a possuir um odor agradável e, por isso, tem aplicação em perfumes e em outros cosméticos. Além disso, possuem aplicação na indústria alimentar. O valerato de etilo e o valerato de pentanilo são usados como aditivos devido ao seu aroma frutado. O ácido valérico, ou ácido pentanóico, segundo a nomenclatura da IUPAC, é um líquido incolor com massa molar de 102,133 g mol-1, densidade de 0,93 e valor de pKa de 4,82. Tem ponto de fusão de -34,5 ºC e ponto de ebulição de 186-187 ºC. É solúvel em álcoois e solventes oxigenados e ligeiramente solúvel em água (4,97 g / 100 mL) e em tetracloreto de carbono (CCl4).
O ácido valérico utilizado como fármaco tem efeito hipnótico e sedativo, uma vez que o principal mecanismo de ação é o bloqueio das descargas dos neurônios, diminuindo a condutância dos canais de sódio. Em crises epiléticas, em que os neurônios se descarregam prolongada e repetidamente, o ácido valérico tem esse efeito bloqueador, também servindo como fármaco antiepilético. Desse modo, ele basicamente inibe o Sistema Nervoso Central, diminuindo a atividade elétrica e as chances de crises convulsivas. Em detalhes, o seu mecanismo de ação consiste no aumento da neurotransmissão GABAérgica, através da intensificação da síntese e liberação do GABA ao atuar nos receptores GABAA, por meio da ativação da enzima glutâmica descarboxilase e da inibição das enzimas que degradam o GABA (por exemplo, GABA-amino transferase e succinato semi-aldeído desidrogenase). Esse mecanismo é capaz de reduzir a neurotransmissão glutamatérgica por meio do bloqueio dos receptores NMDA, ao inibir a proteinoquinase C, correlacionando-se com a atividade anticonvulsivante do ácido valérico.
Na Valeriana officinalis, o ácido valérico, por ser um ácido carboxílico, aumenta a pressão osmótica da planta, aumentando o fluxo de água e o transporte de nutrientes, como os açúcares, aos órgãos vegetais que o precisem.

## Galeria

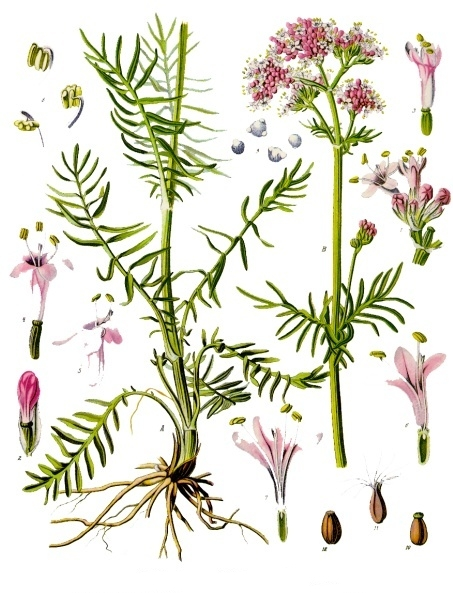
Ilustração do Sec. XIX da Valeriana officinalis
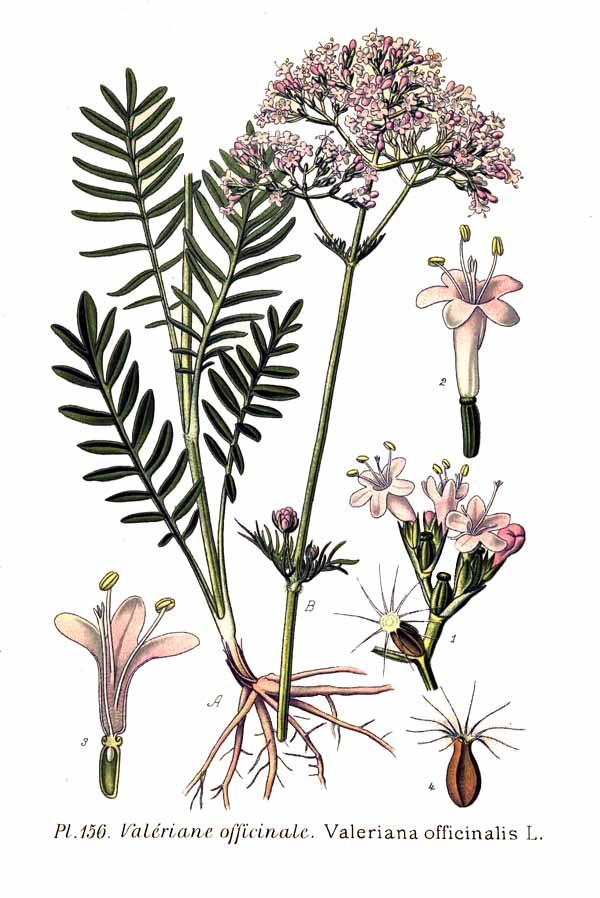
Ilustração da V. officinalis do Atlas des plantes de France, 1891.
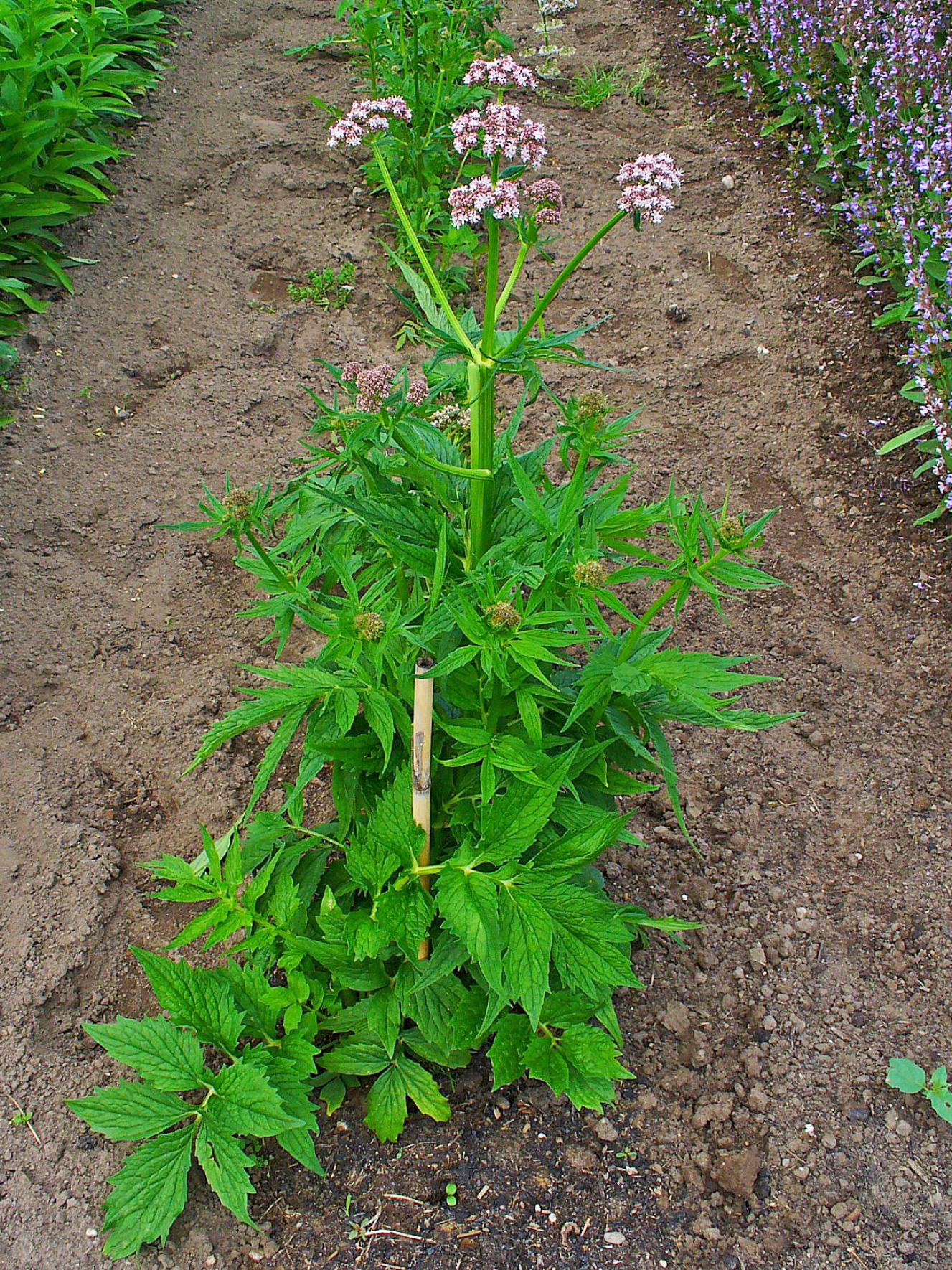
V. officinalis
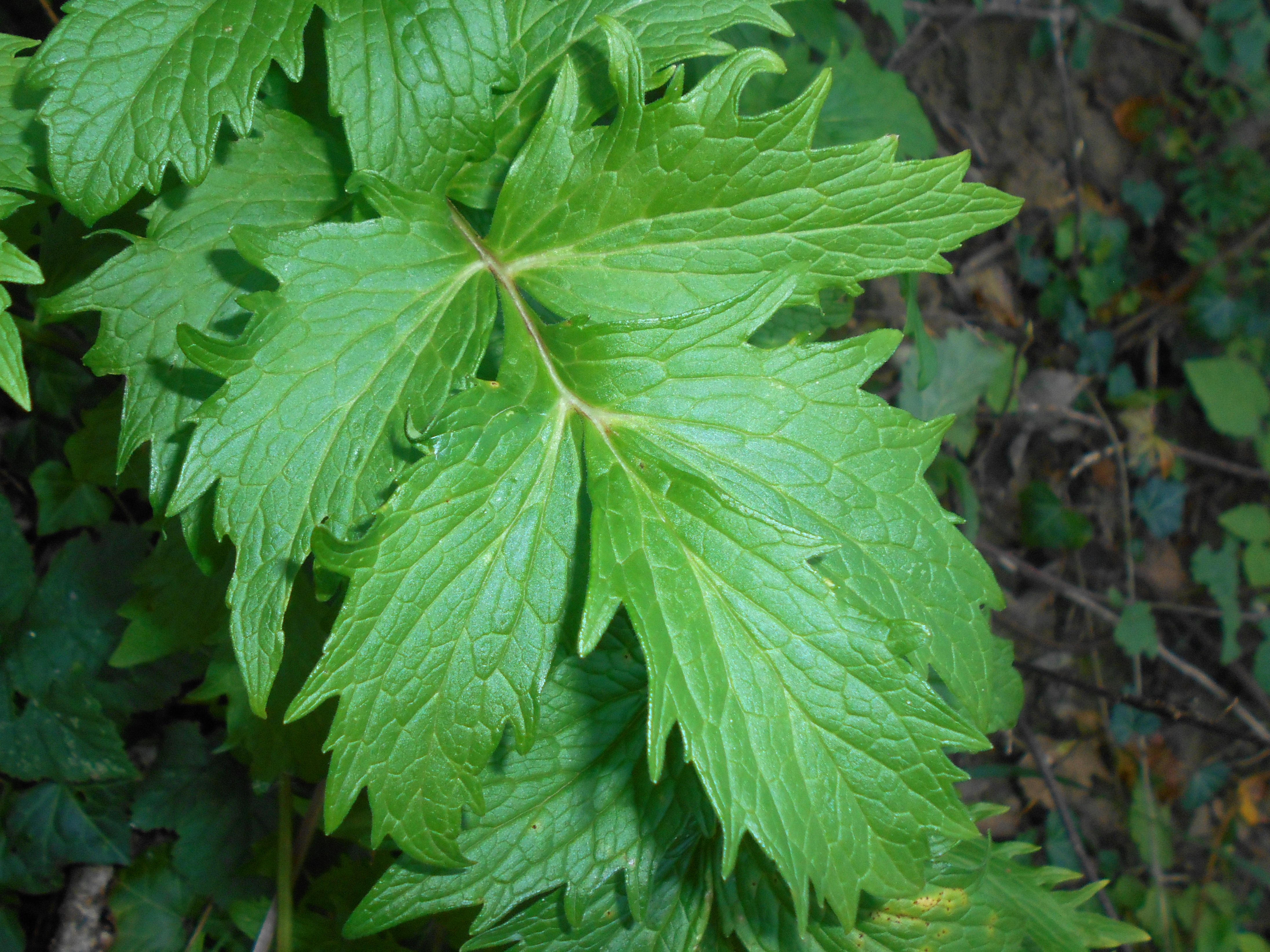
V. officinalis folhas
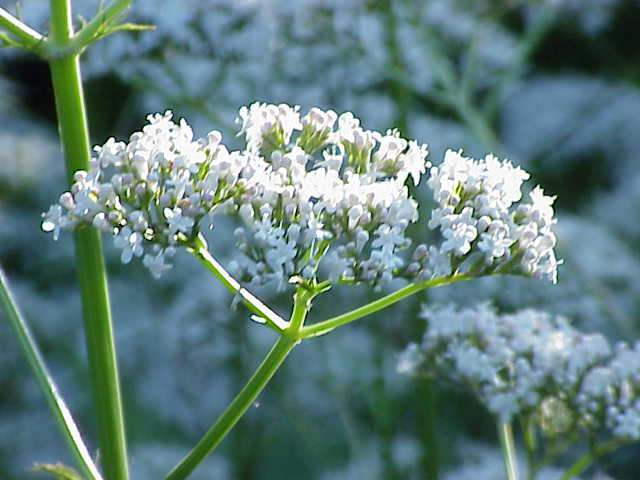
V. officinalis flores
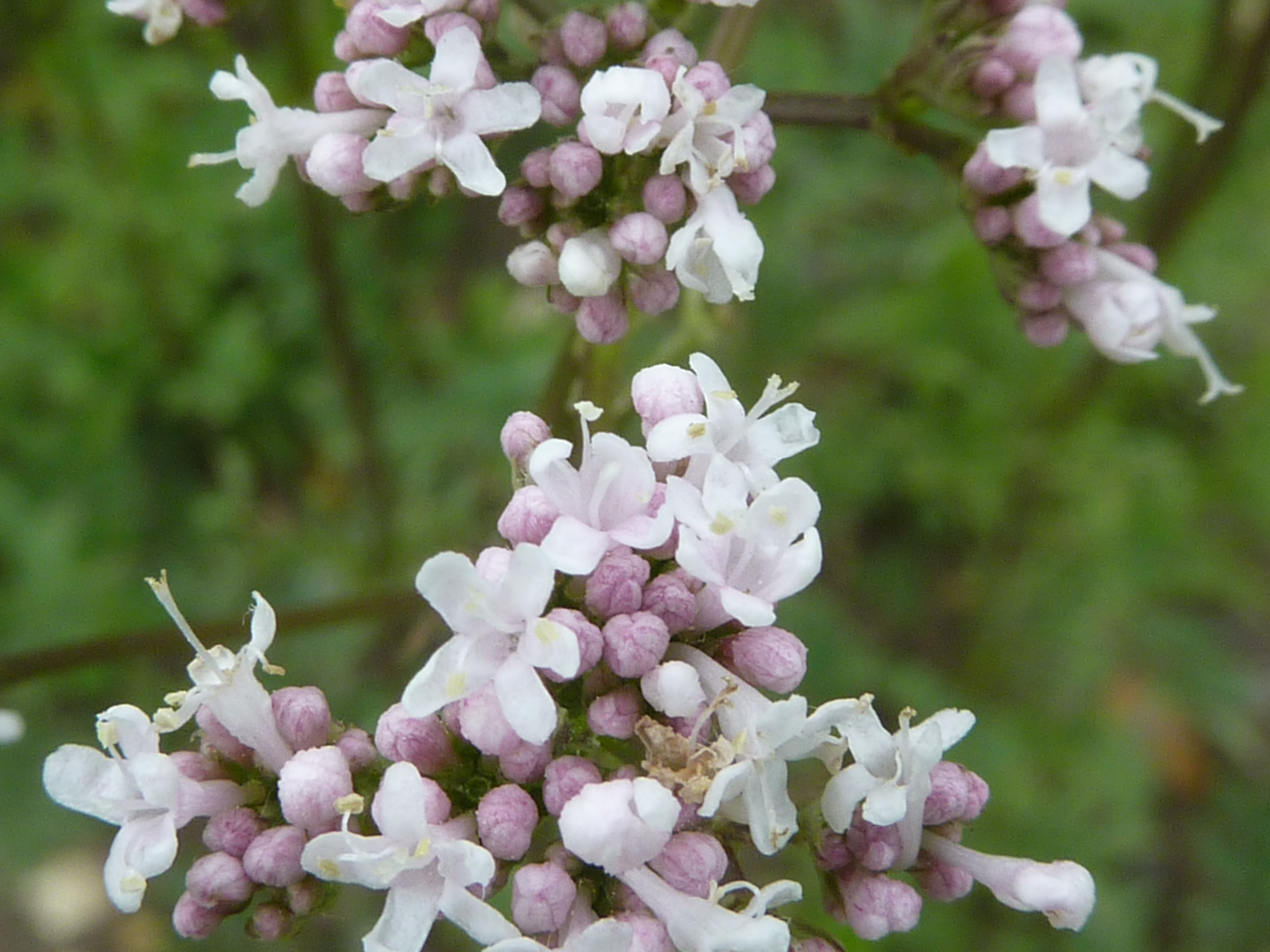
V. officinalis flores
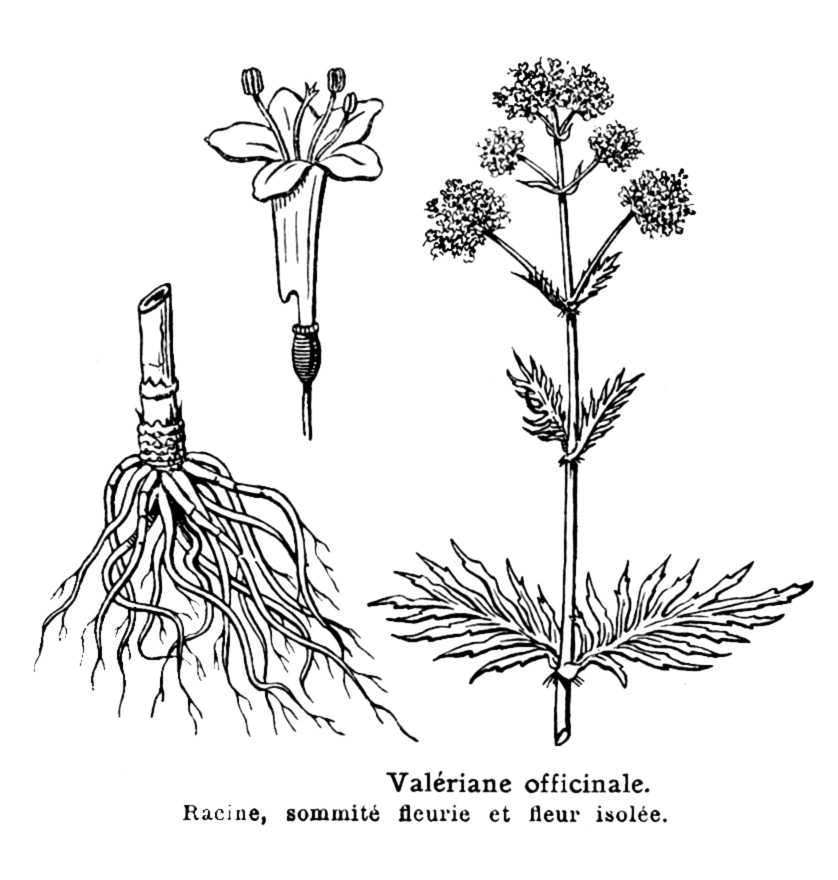
V. officinalis flor e raiz
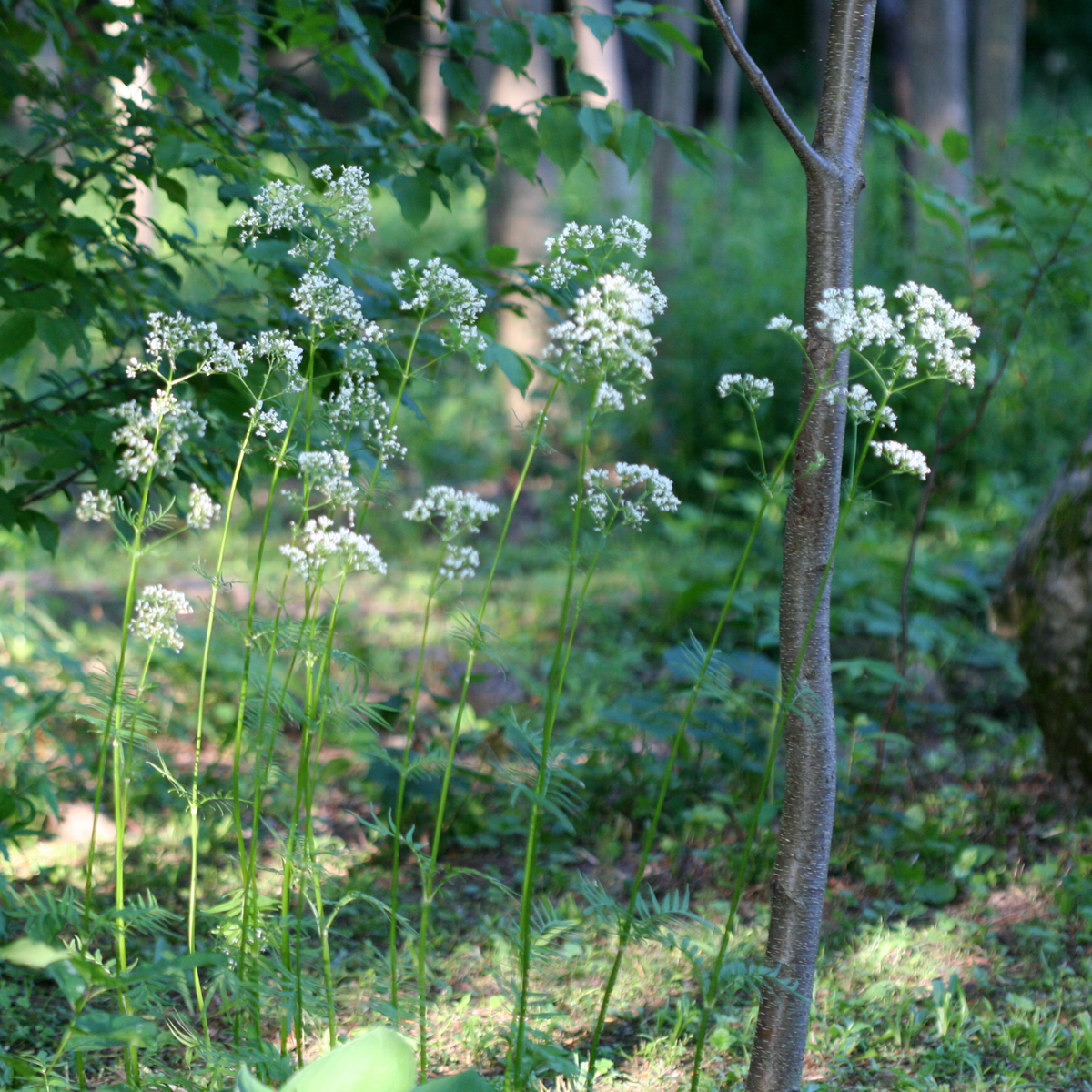
V. officinalis em Skaneateles, NY
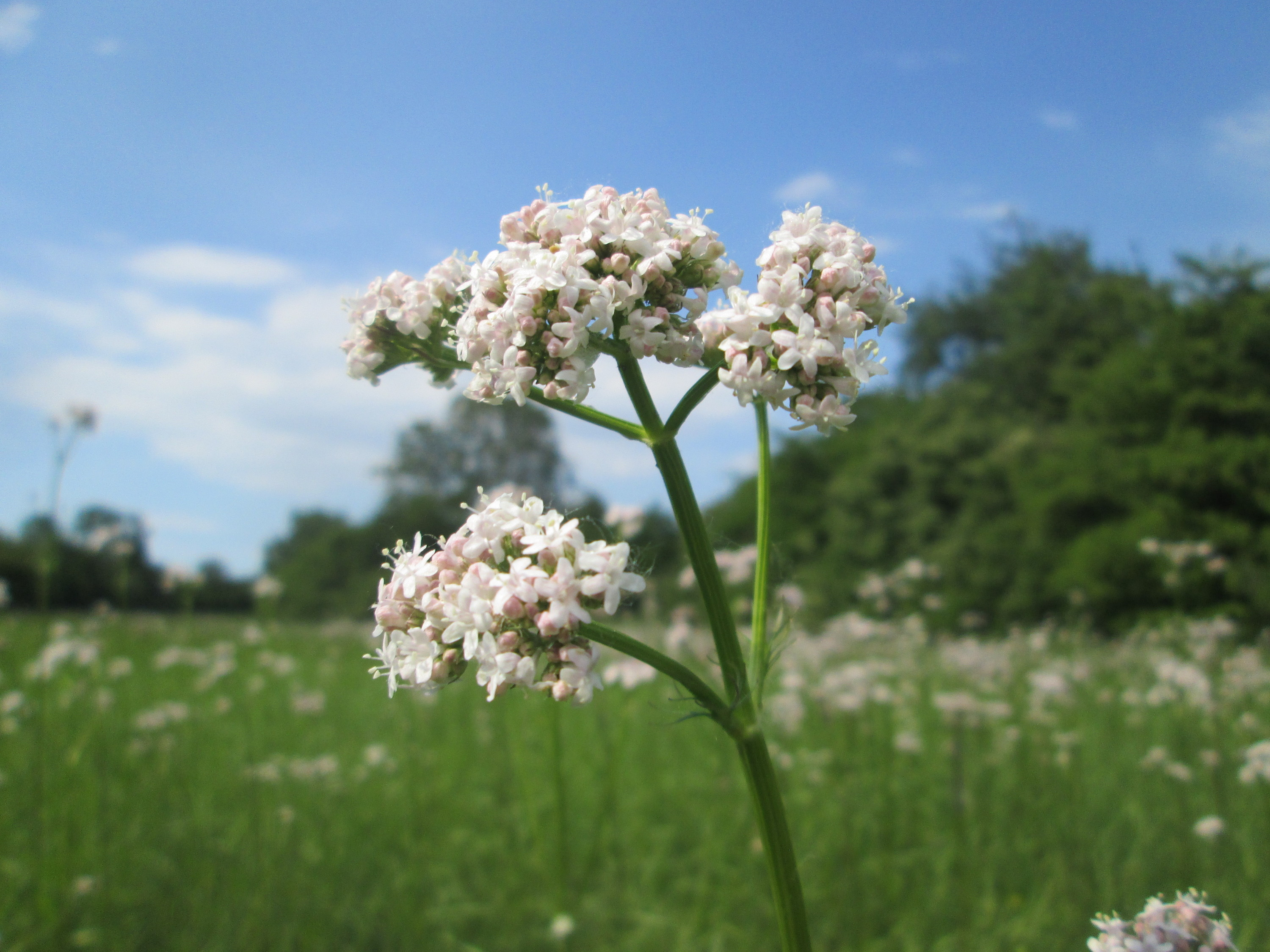
V. officinalis em Heidelberg Alemanha
Ácido valérico
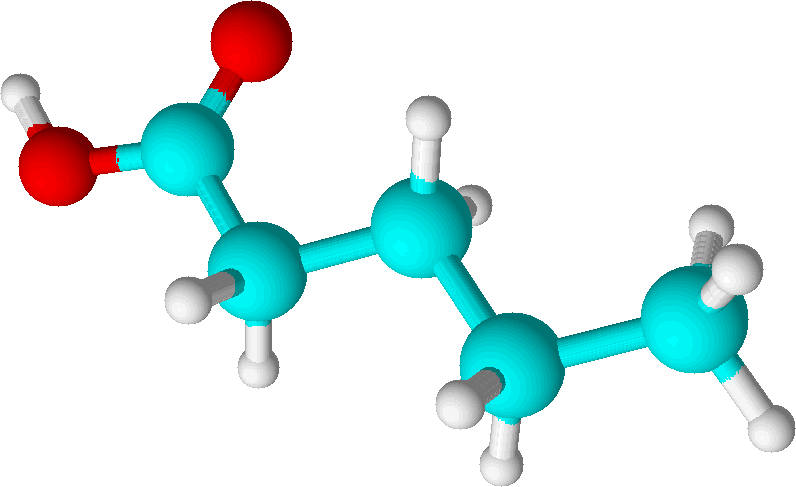
Ácido valérico
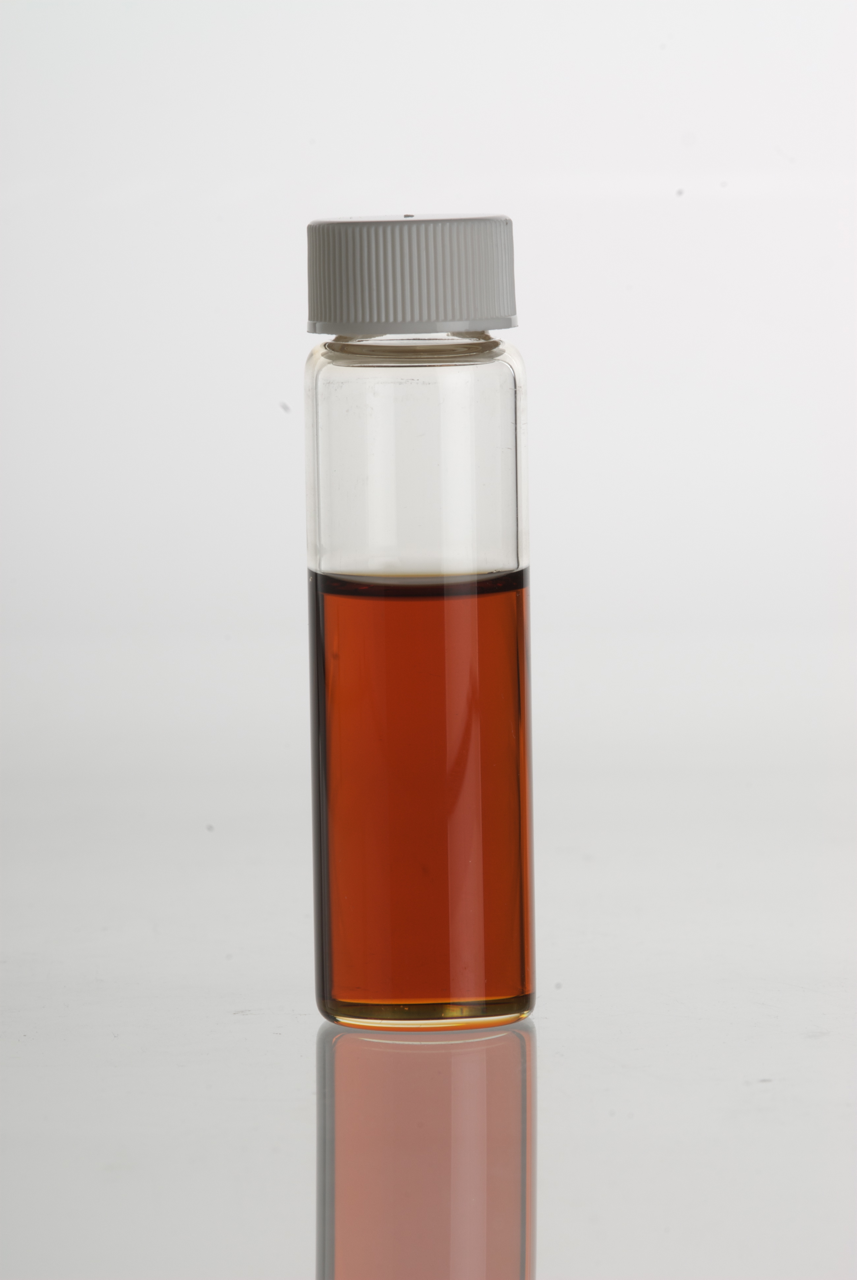
Óleo essencial da V. officinalis